# Verrucosa undecimvariolata
Verrucosa undecimvariolata là một loài nhện trong họ Araneidae.
Loài này thuộc chi Verrucosa. Verrucosa undecimvariolata được Octavius Pickard-Cambridge miêu tả năm 1889.